# Puntal Caldera
Puntal Caldera – szczyt w paśmie Sierra Nevada. Leży w południowej Hiszpanii, w regionie Andaluzja, w prowincji Grenada. 